# Ken Matsubara
Ken Matsubara (født 16. februar 1993) er en japansk fodboldspiller, som spiller for den japanske fodboldklub Yokohama F. Marinos.